# Pratjusa Banardzsi
Pratjusa Banardzsi (dévanágari írással: प्रत्युषा बनर्जी; 1991. augusztus 10. – 2016. április 1.) indiai televíziós színésznő és valóságshow-szereplő. Egyike volt az indiai televízió legbefolyásosabb és legnépszerűbb arcainak.
Első elismerését a Balika Vadhu televíziós műsorban érdemelte ki. Ez volt az első főszerepe egy televíziós sorozatban, innen ered beceneve, az „Anandi”. Részt vett a Jhalak Dikhhla Jaa (5. évad), a Bigg Boss 7 és a Power Couple című műsorokban is.

## Fiatalkora
Dzshárkhand állam Dzsamsedpur városában született Shankar és Soma Banerjee gyermekeként. 2010-ben Mumbaiba költözött, hogy munkát vállaljon. 

## Pályája
Leszerződött egy főszerepre a 2010-es Balika Vadhu indiai sorozatban a felnőtt Anandi szerepére, váltva Avika Gort. Elmondása szerint egy tehetségkutatón választották ki, megelőzve  lucknow-i Nivedita Tiwarit és Ketaki Chitale-t Mumbaiből. A műsor sikerét követően részt vett a Jhalak Dikhhla Jaa sorozat 5. évadában is.
A színésznő elmesélte, hogy nem volt számára kellemes a táncpróba és ezért távozott. Ő volt az egyik legversenyképesebb jelentkező Bigg Boss műsor hetedik évadára. Feltűnt a Power Couple-ben, ahol Rahul Raj Singh volt a partnere. Banerjee jelentős szerepet játszott a Hum Hain Na, Sasural Simar Ka és Gulmohar Grand.műsorokban is.

## Magánélete
2015 áprilisában azt híresztelték, hogy Banardzsi Vikas Gupta producerrel randevúzik, azonban 2015 augusztusában már arról számoltak be, hogy a színész Rahul Raj Singh-el találkozgat, miután szakított az üzletember Makrand Maalhotra-val. 
2016 áprilisában mumbai-i lakásában felakasztva találták. A boncolás után bebizonyosodott, hogy a halál oka fulladás volt, ami bizonyította a öngyilkosságot.

## Televízió
| Év(ek)    | Műsor                    | Szerep                         | Csatorna                      |
| --------- | ------------------------ | ------------------------------ | ----------------------------- |
| 2010–13   | Balika Vadhu             | Anandi Shivraj Shekhar         | Colors TV                     |
| 2011      | Kitchen Champion 4       | Contestant Anandi              | Colors TV                     |
| 2012      | Jhalak Dikhhla Jaa 5     | Contestant                     | Colors TV                     |
| 2013      | Bigg Boss 7              | Contestant (Evicted on day 63) | Colors TV                     |
| 2014–2015 | Hum Hain Na              | Sagarika Mishra                | Sony Entertainment Television |
| 2015      | Itna Karo Na Mujhe Pyaar | Herself/Cameo                  | Sony Entertainment Television |
| 2015      | Gulmohar Grand           | Parinda Pathak                 | Star Plus                     |
| 2015      | Comedy Classes           | Balika Sidhu (Comic Role)      | Life OK                       |
| 2015      | Sasural Simar Ka         | Mohini                         | Colors                        |
| 2015      | Kumkum Bhagya            | saját maga                     | Zee Tv                        |
| 2015      | Aahat                    | saját maga                     | Sony Entertainment Television |
| 2015      | Power Couple             | saját maga                     | Sony Entertainment Television |